# Kuchary Żydowskie
Kuchary Żydowskie (prononciation : [kuˈxarɨ ʐɨˈdɔfskʲɛ]) est un village polonais de la gmina de Sochocin dans le powiat de Płońsk de la voïvodie de Mazovie dans le centre-est de la Pologne.
Il se situe à environ 3 kilomètres au sud-est de Sochocin (siège de la gmina), 9 kilomètres au nord-est de Płońsk (siège du powiat) et à 61 kilomètres au nord-ouest de Varsovie (capitale de la Pologne).
Le village compte approximativement une population de 261 habitants en 2008.

## Histoire
De 1975 à 1998, le village appartenait administrativement à la voïvodie de Ciechanów.